# IWeb
iWeb era un'applicazione prodotta dalla Apple Inc.. Fu presentata durante il Macworld Conference & Expo a San Francisco, California il 10 gennaio 2006. iWeb fa parte della suite iLife '06, che fu presentata lo stesso giorno. L'applicazione permette di creare siti web e blog e di pubblicarli attraverso .Mac ed altri servizi di hosting.
Durante il Keynote di apertura della WWDC 2011, Apple ha presentato iCloud, servizio che va a sostituire MobileMe. Poco dopo, Steve Jobs in una mail inviata ad un utente ha dichiarato che iWeb non sarà più disponibile e non verrà più aggiornata.

## Caratteristiche
iWeb è uno strumento user-friendly per la creazione di pagine web e blog. L'utente non deve necessariamente conoscere alcun linguaggio per il web per utilizzare quest'applicazione.
Tra le funzioni di iWeb ci sono:
- Modelli creati da Apple
- Un modo semplice per creare siti web
- Un browser media di iLife
- Supporto drag and drop per i file multimediali
- Blogging
- Podcasting
- Pubblicazione via .Mac con un clic (gli utenti non-.Mac possono pubblicare le loro pagine web attraverso un servizio esterno)
- Inserimento automatico di mappe google maps, pubblicità google AdSense, e manuale di frammenti HTML come interfaccia live a tutti i siti che lo permettono, tra cui i video di YouTube

Molti servizi sono disponibili solo utilizzando Il servizio di hosting .Mac di Apple:
- Protezione con password dei siti web creati
- Possibilità di ricevere commenti e allegati nel proprio blog (limite aggirabile con alcuni software esterni)
- Contatore accessi (è possibile però inserire, anche direttamente dal proprio Mac con uno script integrabile nel Finder tramite Automator, lo script per Google Analytics)

iWeb presenta diverse limitazioni, dovute alla sua estrema semplicità d'uso:
- Gestisce un sito per volta (limite aggirabile con alcuni software Apple, come iWeb sites)
- Limitata personalizzazione dei temi predefiniti
- Layout di pagina limitato
- Creazione di pagine web pesanti
- Necessità di copiare nello spazio remoto l'intero sito ad ogni aggiornamento o modifica

Compatibilità .Mac di Apple:
- Fin dalla prima versione presenta molti problemi di compatibilità con IE dalla versione 6 alla 8. Il blocco di una pagina o di IE è spesso dovuto alla disabilitazione di default di JavaScript, problema che può essere risolto cambiando la configurazione di IE[2].
- Su Mozilla Firefox e Safari non risultano particolari problemi.

## Scoperta
iWeb fu scoperto, prima del suo annuncio ufficiale, da un gruppo di appassionati Macintosh. Il famoso forum sul Mac, MacRumors, fu il primo a raccontare la storia. Un utente stava guardando la pagina di supporto per GarageBand e si accorse di alcuni link in fondo alla pagina. I link erano su iLife '06, le sue applicazioni ed una nuova, iWeb. L'utente scattò uno screenshot della pagina web e lo mostrò al forum. Apple subito riportò la pagina alla sua versione precedente. iWeb fu presentato da Steve Jobs il giorno dopo, durante il Macworld Conference & Expo.

## Alternative
Ci sono vari prodotti analoghi per Mac:
- RapidWeaver da Realmac Software
- Sandvox da Karelia Software
- ShutterBug da XtraLean Software
- Sparkleapp da River srl Software